# Ave Satani (Goldsmith)
Ave Satani è il tema musicale presente nella colonna sonora (premiata nel 1977 con l'Oscar alla migliore colonna sonora) del film del 1976, diretto da Richard Donner, Il presagio, composta da Jerry Goldsmith. Il brano ricevette una nomination all'Oscar alla migliore canzone.

## Il titolo
Il titolo del tema, in latino, si riferisce alla frase Ave Satana. In un'intervista, Goldsmith rivelò che la sua idea era quella di comporre una sorta di versione "satanica" di un canto gregoriano e di aver avuto idee mentre parlava con il coro londinese dell'orchestra che lo stava aiutando. Decise, quindi, di creare qualcosa di simile a una messa nera, invertendo le frasi latine pronunciate durante la messa. Secondo il compositore, il maestro del coro, era un esperto di latino e lo aiutò a comporre le frasi; al posto dell'usuale Ave Maria, scelsero "Ave Satana", e così via. Il tema contiene varie frasi latine che invertono Cristo e la messa, come "Ave contro Christi" (lett. "Salve Anticristo") e "Corpus Satani" al posto di "Corpus Christi" (lett. Corpo di Cristo). I testi risultanti sono un'alterazione del rito cattolico romano della consacrazione e dell'elevazione del corpo e del sangue di Cristo durante la messa.

## Cover
Una cover del tema è stata pubblicata dalla band Fantômas, che ha apportato alcune modifiche ai testi in modo che significassero  "il sangue più piccolo, lo spirito del corpo" al posto di "beviamo il sangue, mangiamo la carne", aggiungendovi "putrefatto". Un'altra versione della canzone originale è stata pubblicata dal gruppo musicale Gregorian. È stato usato in mix di musiche sinistre e tale concetto è stato utilizzato anche nell'album dei Van Helsing's Curse, che coinvolge Dee Snider e altri musicisti, intitolato Oculus Infernum.